# Rolla
68°47′28″N 17°0′54″Ø / 68.79111°N 17.01500°Ø
Rolla (samisk: Rálli) er en ø i Ibestad kommune i Troms og Finnmark fylke i Norge. Øen  har to fjeldområder hvor den højeste top er Stortinden, på 1.022 moh. Mellem fjeldområderne og mod nord er der mange søer med godt fiskeri.
Rolla har 937 indbyggere (2008). Det centrale sted på øen  er Hamnvik, som også er kommunecenter. Derudover landsbyerne  Nordrollnes og Sørrollnes, den sidste med færgeforbindelse til Harstad. I øst er Rolla knyttet til Andørja med Ibestadtunnelen.